# Pseudanophthalmus shilohensis
Pseudanophthalmus shilohensis är en skalbaggsart som beskrevs av Krekeler. Pseudanophthalmus shilohensis ingår i släktet Pseudanophthalmus och familjen jordlöpare. Inga underarter finns listade i Catalogue of Life.